# Lista de pinturas de Tarsila do Amaral no Museu Paulista
Esta é uma lista de pinturas de Tarsila do Amaral no Museu Paulista.
A carreira artística de Tarsila do Amaral, pintora brasileira da virada do século XIX para o século XX, foi especialmente marcada por sua atuação no movimento modernista, no início do século XX.
Sob encomenda, Tarsila do Amaral realizou nos anos 1940 uma série de retratos para o Museu Paulista e sua unidade auxiliar, o Museu Republicano de Itu. A aproximação entre o modernismo dessa pintora e a elite, principalmente da elite cafeeira que retratou para o museu, foi interpretada como evidência da "presença da oligarquia como protagonista do progresso".

## Lista de pinturas
| Imagem | Nome da obra                                 | Data                   | Materiais utilizados | Coleção                                             | Referência |
| ------ | -------------------------------------------- | ---------------------- | -------------------- | --------------------------------------------------- | ---------- |
|        | Retrato de Antonio de Toledo Piza            | século XX              | tinta a óleo         | Coleção Fundo Museu Paulista Coleção Museu Paulista | [ 3 ]      |
|        | Retrato de Marechal Arouche                  | 8 de fevereiro de 1946 | tinta a óleo         | Coleção Museu Paulista                              | [ 4 ]      |
|        | Retrato de Francisco Aranha Barreto          |                        | tinta a óleo         | Coleção Museu Paulista                              | [ 5 ]      |
|        | Retrato de Frei Miguel Arcanjo da Anunciação |                        | tinta a óleo         | Coleção Museu Paulista                              | [ 6 ]      |
|        | Retrato de Joaquim do Amaral Camargo         |                        | tinta a óleo         | Coleção Museu Paulista                              | [ 7 ]      |
|        | Retrato de José Maria Nunes Garcia           |                        | tinta a óleo         | Coleção Museu Paulista                              | [ 8 ]      |